# Чон У Вон
Чон У Вон (кор. 전우원; также известный как Джейми Чон кор. 제이미 전; род. 23 января 1996 года, Сеул, Республика Корея) — внук бывшего президента Республики Корея Чон Ду Хвана.
Получил известность 13 марта 2023 года, после того как начал разоблачение преступлений семьи Чон Ду Хвана и окружающих его людей в Instagram. После этого он, не колеблясь, раскритиковал своего дедушку Чон Ду Хвана через YouTube Live, сказав: «Ты, Чон Ду Хван, совершил геноцид и будешь вечно страдать в аду». Он извинился и пожертвовал большую часть своего имущества жертвам подавления «Демократического движения Кванджу».

## Биография

### Ранние годы
Чон У Вон родился 23 января 1996 года в Сеуле, Республика Корея. Переехал в Соединённые Штаты для учёбы с первого класса средней школы. С 2015 по 2017 год служил добровольцем в Корейской военной академии, откуда был демобилизован в звании сержанта. После окончания факультета делового администрирования Нью-Йоркского университета, он работал старшим юристом в группе финансовой стратегии в бухгалтерской фирме EY Parthenon USA в Нью-Йорке, одной из четырёх крупнейших бухгалтерских фирм мира.

### Разоблачение семьи
13 марта 2023 года начал разоблачать преступления своей семьи в Instagram. 17 марта провёл трансляцию на YouTube, в ходе которой специально принял наркотики, чтобы привлечь внимание и продолжил разоблачать коррупцию и семейные тайны. Позднее у него начались галлюцинации и бред. Вскоре в квартиру вломились полиция и медики, но Чон У Вон уже был в критическом состоянии. Через несколько дней он был выписан из больницы, а 24 марта вновь провёл трансляцию, в которой заявил, что больше не будет раскрывать семейные секреты. Он объяснил, что всё так же ненавидит семью, но и любит тоже. Чон У Вон также выразил готовность полностью сотрудничать со следствием.

### Возвращение в Корею
Утром 28 марта Чон У Вон прибыл в международный аэропорт Инчхона, где его уже ждали представители полиции Республики Корея, которые немедленно арестовали его. Он был обвинён в хранении и употреблении наркотиков. Журналистам он успел рассказать, что вернулся, чтобы посетить Кванчжу и лично принести извинения родственникам жертв демократического восстания 1980 года, за кровавое подавление которого был ответственным его дед.
31 марта Чон У Вон посетил мемориальное кладбище в городе Кванчжу, где встретился с родственниками жертв подавления восстания. По окончании встречи он встал перед ними на колени, вновь попросив прощения за действия деда.

## Уголовное преследование
22 декабря 2023 года Центральный окружной суд Сеула приговорил Чон У Вона к 2 годам и 6 месяцам тюремного заключения с отсрочкой на четыре года за употребление наркотических веществ. Суд также приговорил его к 120 часам волонтёрской работы и 80 часам программы лечения от наркомании.